# Sankt Knuds Kirke (Fredericia)
 For alternative betydninger, se Sankt Knuds Kirke. (Se også artikler, som begynder med Sankt Knuds Kirke)
Sankt Knuds Kirke er en romersk-katolsk kirke på Sjællandsgade i Fredericia. Det er den ældste kirke, som blev grundlagt efter reformationen, og har den næstældste katolske menighed i Bispedømmet København.
Ved siden af kirken ligger Sankt Knuds Skole.

## Historie
Den katolske menighed etableredes i Fredericia i 1650 med 2 præster fra jesuiterordenen. Det første kapel/katolske kirke byggedes i Sjællandsgade i 1687, mens den nuværende kirke byggedes i 1767. Frøken Susanne Bianco, som var medlem af menigheden, døde forinden i Mainz i Tyskland og testamenterede menigheden sin store arv, som var grundlaget til det nye byggeri. I 1865 fik Sankt Knuds Kirke lov til at bygge det nuværende tårn med to klokker, hvilket i øvrigt er den eneste kirke indenfor voldene med et rigtigt klokketårn.